# Wolha Dubouskaja
Wolha Dubouskaja (belarussisch Вольга Дубоўская, engl. Transkription Volha Dubouskaya, geb. Salewitsch – Салевіч – Salevich; * 2. Oktober 1983) ist eine belarussische Marathonläuferin.
2009 wurde sie jeweils Zweite beim Dębno-Marathon und beim Marathon im Dreiländereck.
2010 wurde sie Zweite beim Düsseldorf-Marathon in 2:31:41 h und stellte beim Münster-Marathon mit 2:34:58 einen Streckenrekord auf.
Unter ihrem neuen Namen wurde sie 2011 Fünfte in Düsseldorf und kam beim Frankfurt-Marathon auf den 13. Platz.
2012 stellte sie als Vierte in Düsseldorf mit 2:28:08 h ihre persönliche Bestzeit auf und qualifizierte sich damit für die Olympischen Spiele in London, bei denen sie auf Rang 78 einlief.